# Laevicaulis stuhlmanni

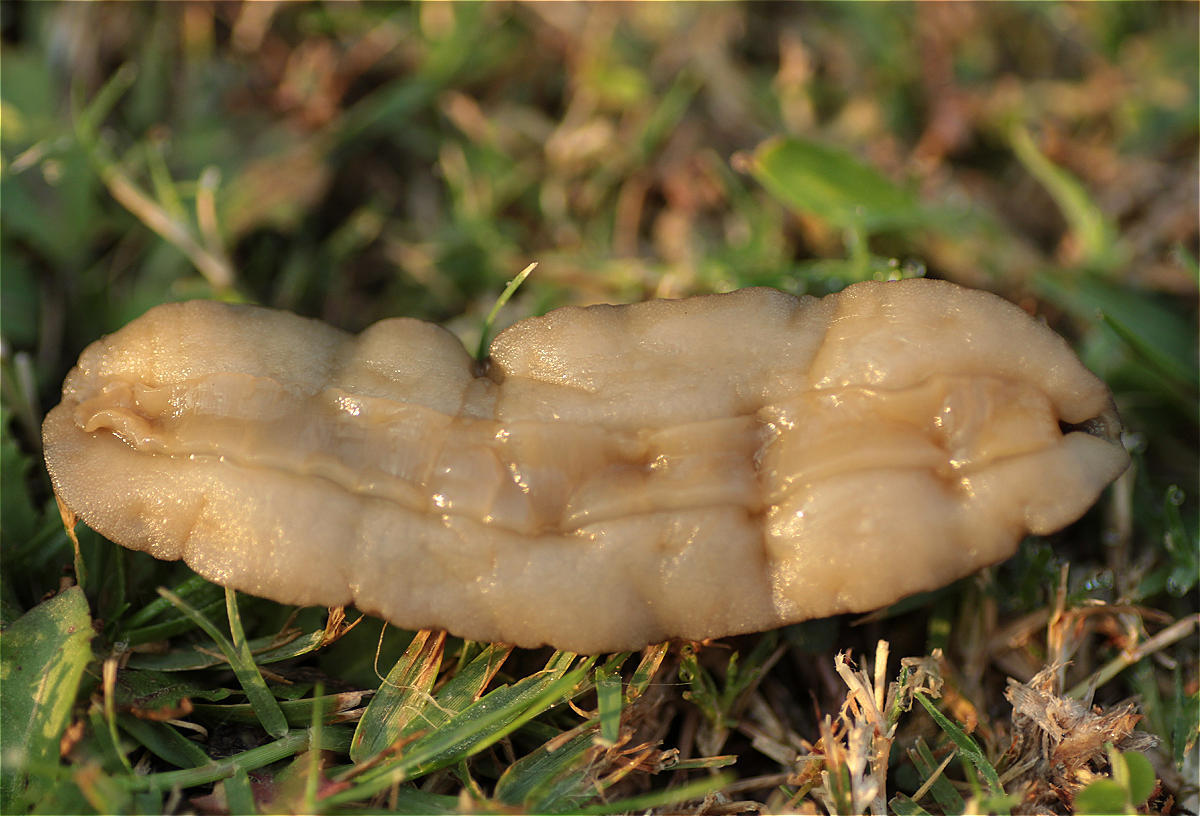
Unterseite von Laevicaulis stuhlmanni aegypti. Gut zu erkennen ist der schmale Fuß, welcher vom breiten Mantel gesäumt wird.

Laevicaulis stuhlmanni ist eine nachtaktive, landlebende Nacktschnecke aus der Familie der Veronicellidae, die im tropischen Afrika gefunden werden kann.

## Merkmale
Laevicaulis stuhlmanni hat einen abgeflachten Körper mit dunkelbrauner bis hellbrauner Färbung und einer meist heller gefärbten Mittellinie. Ausgewachsene Tiere sind etwa 45 Millimeter lang und 15,5 Millimeter breit. Sie haben ein Gewicht von etwa 3,5 Gramm.

## Geographische Verbreitung und Lebensraum
Das natürliche Verbreitungsgebiet von Laevicaulis stuhlmanni sind die tropischen Gebiete Afrikas. Die Art ist in Kenia, im Kongo, in Uganda und in Tansania heimisch. In Ägypten wurde die Art eingeschleppt und kann hier in bewässerten Park- und Gartenanlagen gefunden werden, wo sie als Schädling gilt.

## Lebensweise
Laevicaulis stuhlmanni ernährt sich von Pflanzen und Detritus. In Ägypten beginnt die Fortpflanzungsperiode im April oder Mai, wenn die Temperaturen steigen, und erstreckt sich bis November. Wie alle Veronicellidae ist Laevicaulis stuhlmanni zwittrig. Selbstbefruchtung kann im Labor regelmäßig beobachtet werden. Jedes Tier kann über einen Zeitraum von 46 Tagen 5 Eipakete oder mehr ablegen. Jedes Eipaket kann bis zu 140 ovale bis längliche, durchsichtige Eier enthalten. Bei einer Temperatur von 30 °C und einer Luftfeuchtigkeit zwischen 52 % und 64 % schlüpfen die jungen Schnecken nach 10 bis 19 Tagen. Abhängig von den klimatischen Bedingungen ist Laevicaulis stuhlmanni nach 2 bis 3 Monaten geschlechtsreif und kann zwischen 5 und 6 Monaten alt werden.

## Synonyme
- Vaginula stuhlmanni (Simroth, 1895)
- Eleutherocaulis stuhlmanni (Simroth, 1895)
- Vaginula aequatorialis (Simroth, 1896)
- Vaginula brauni (Simroth, 1913)
- Vaginula schnitzleri (Simroth, 1895)